# Paa bourreti
Nanorana bourreti là một loài ếch trong họ Ranidae.
Nó được tìm thấy ở Thái Lan, Việt Nam, có thể cả Trung Quốc, có thể cả Lào, và có thể cả Myanmar.
Các môi trường sống tự nhiên của chúng là các khu rừng vùng núi ẩm nhiệt đới hoặc cận nhiệt đới, vùng cây bụi nhiệt đới hoặc cận nhiệt đới vùng đất cao, và sông. Loài này đang bị đe dọa do mất môi trường sống.